# Oberpullendorf (gemeente)
Oberpullendorf (Hongaars: Felsőpulya) is een gemeente in de Oostenrijkse deelstaat Burgenland, gelegen in het district Oberpullendorf (OP). De gemeente heeft ongeveer 2800 inwoners.

## Geografie
Oberpullendorf heeft een oppervlakte van 12,7 km². Het ligt in het uiterste oosten van het land.
Kadastrale gemeenten zijn Mitterpullendorf en Oberpullendorf.

## Geboren
- Christopher Trimmel (1987), voetballer

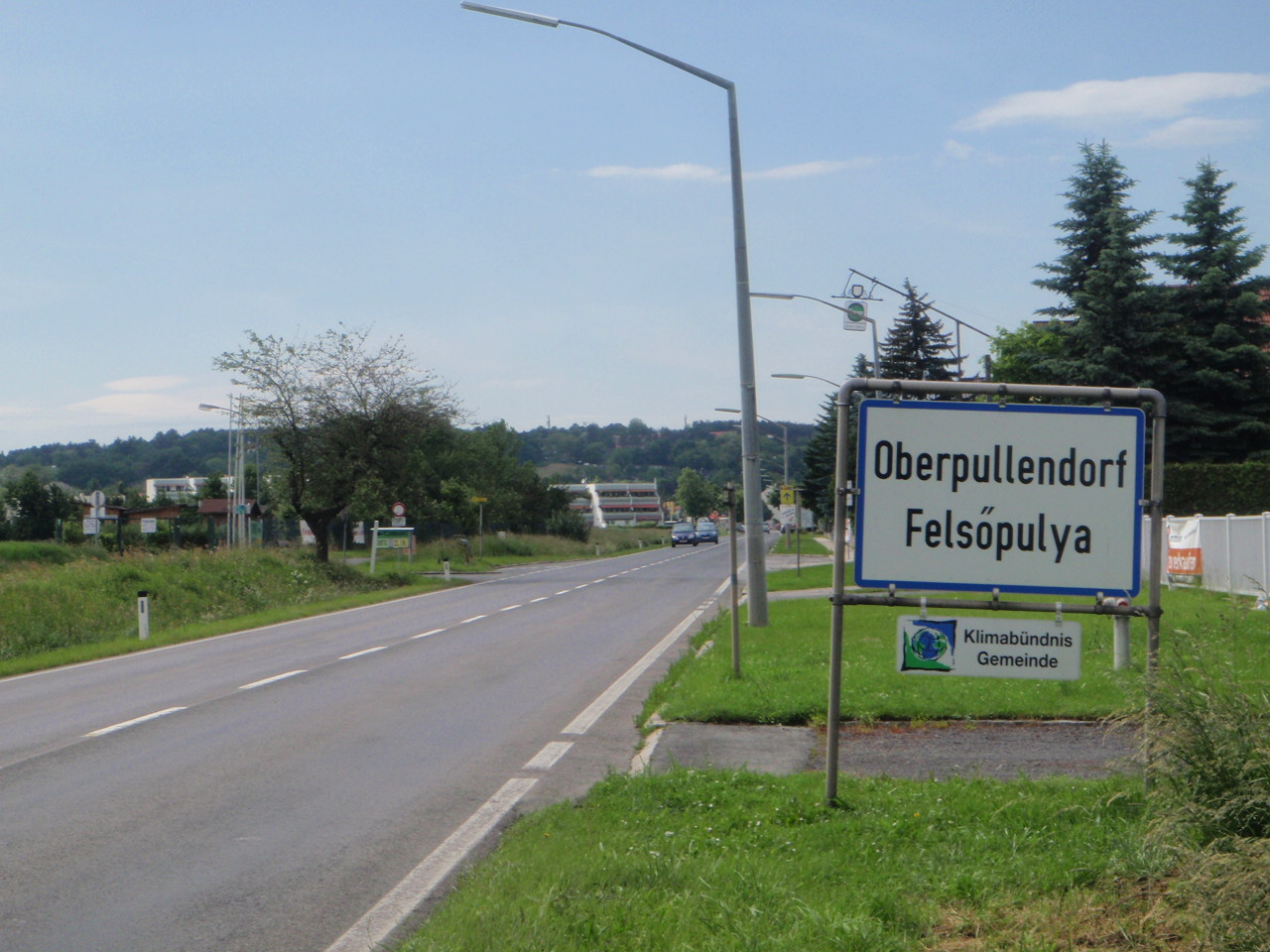
Oberpullendorf - Felsőpulya tweetalig plaatsnaambord
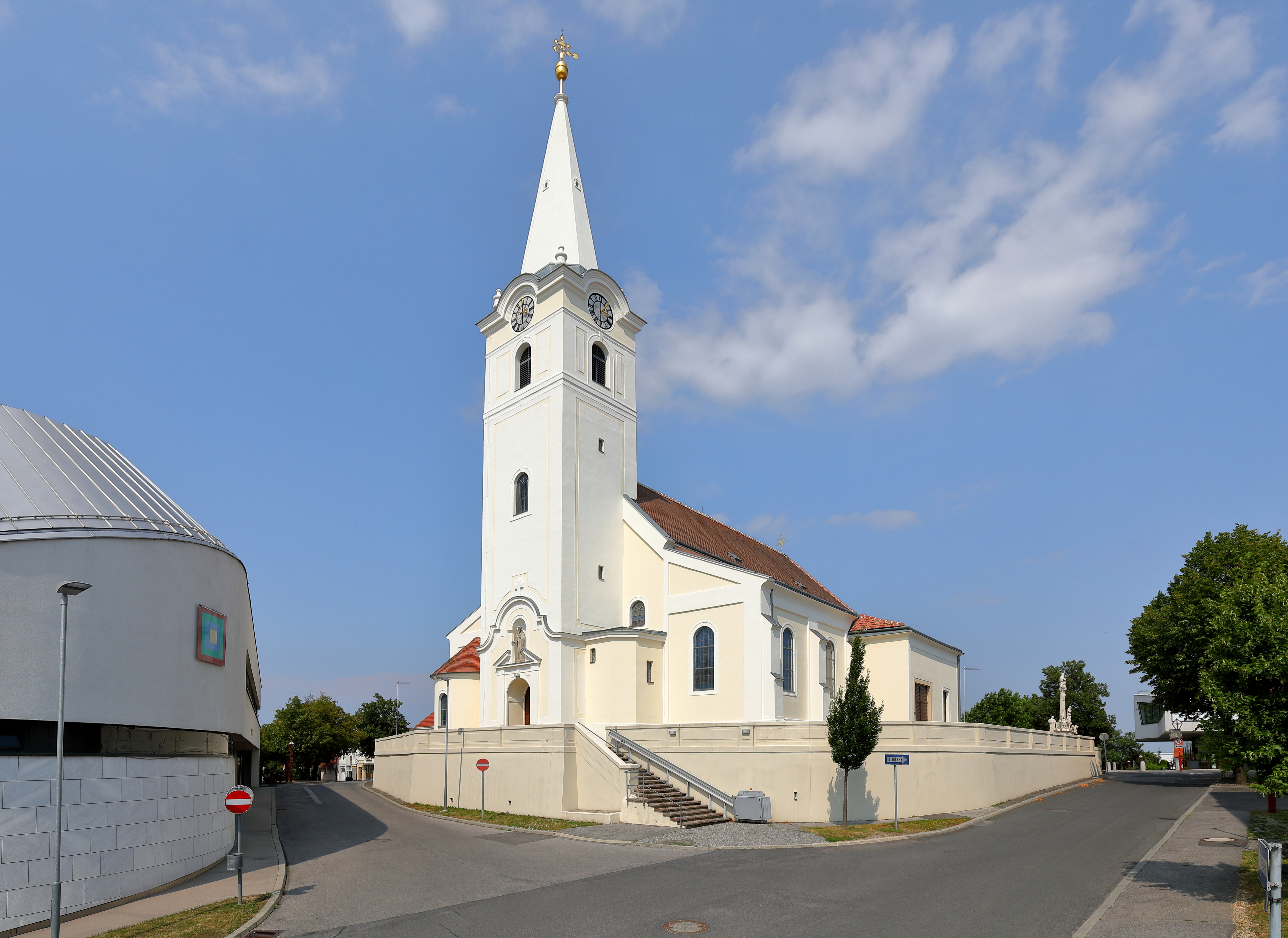
Parochiekerk

Deutschkreutz · Draßmarkt · Frankenau-Unterpullendorf · Großwarasdorf · Horitschon · Kaisersdorf · Kobersdorf · Lackenbach · Lackendorf · Lockenhaus · Lutzmannsburg · Mannersdorf an der Rabnitz · Markt Sankt Martin · Neckenmarkt · Neutal · Nikitsch · Oberloisdorf · Oberpullendorf · Pilgersdorf · Piringsdorf · Raiding · Ritzing · Steinberg-Dörfl · Stoob · Unterfrauenhaid · Unterrabnitz-Schwendgraben · Weingraben · Weppersdorf
- Gemeinsame Normdatei: 4402257-8
- MusicBrainz: 798b66fe-49b5-4653-bdce-173e15a41c34
- Virtual International Authority File: 248706783
- WorldCat: E39PCjxvrkxdFffb74td4k3cGd